# Polyzoa violacea
Polyzoa violacea är en sjöpungsart som först beskrevs av Asajiro Oka 1915.  Polyzoa violacea ingår i släktet Polyzoa och familjen Styelidae. Inga underarter finns listade i Catalogue of Life.